# Herbert Ossowski
Herbert Ossowski (* 20. März 1928 in Guttstadt/Ostpreußen; † 6. Dezember 2010 in Münster) war ein Experte für Kinder- und Jugendliteratur und Jugendbuchautor.

## Leben
Ossowski kam aus einer Handwerkerfamilie. Er besuchte nach der Volksschule das Gymnasium in Allenstein. Noch vor dem Abitur wurde er 1944 zusammen mit seinen Mitschülern als Flakhelfer verpflichtet und nach Danzig geschickt. 1945 musste er an die Front.
Nach dem Ende des Krieges kam er (über Schleswig) nach Westdeutschland. Dort holte er am Leopoldinum in Detmold sein Abitur nach. Er studierte anschließend an der Pädagogischen Akademie Detmold, dann an der Pädagogischen Hochschule Paderborn.
1951 bestand er das 1. Staatsexamen für das Lehramt an Volksschulen. Anschließend unterrichtete Ossowski in Westfalen an einer Dorfschule, bis er 1959 in Paderborn Schulleiter wurde. In dieser Zeit führte er sein Studium (Geschichte, Germanistik, katholische Religionslehre) in Paderborn fort, das er 1962 abschloss.
Nach Abschluss seines Studiums ging Ossowski nach Münster. Hier war er zunächst Rektor einer Schule, ab 1969 dann Leiter des Studienseminars für das Lehramt an Grund- und Hauptschulen. Außerdem wurde er in das Prüfungsamt der Pädagogischen Hochschule Münster berufen. 1971 erhielt er einen Lehrauftrag an der Universität Münster (zunächst für Kinder- und Jugendliteratur, später für die Didaktik der deutschen Sprache).
Ossowski wurde 1993 in den Ruhestand versetzt. Er starb am 6. Dezember 2010 in Münster.

## Arbeit im Bereich „Kinder- und Jugendliteratur“ und Werk
Durch seinen Kontakt mit dem Literaturwissenschaftler Theodor Brüggemann kam Ossowski schon in seiner Zeit als Dorfschullehrer in Westfalen zu seinem Lebensthema Kinder-und Jugendliteratur. Er engagierte sich ab 1957 im Jugendschriftenausschuss des Katholischen Lehrerverbands (KLV). 1961 wurde er Referatsleiter Kinder- und Jugendliteratur im Verband Bildung und Erziehung in Bonn. Im gleichen Jahr wurde er Mitglied in einem Gremium, das jährlich die Neuerscheinungen für das Verzeichnis Buch der Jugend des Arbeitskreises für Jugendschrifttum auswählte und dabei durchschnittlich 500 Bücher prüfte. Dem Gremium gehörte er bis zu dessen Ende 1998 an.
Von 1968 bis 1980 war Ossowski darüber hinaus Mitglied der Hauptjury für den Deutschen Jugendliteraturpreis, davon sechs Jahre als Vorsitzender. 1976 gehörte er (zusammen mit Theodor Brüggemann) zu den Mitbegründern der Deutschen Akademie für Kinder- und Jugendliteratur. Er arbeitete in zahlreichen Organisationen mit, u. a. bei der Stiftung Lesen.
Ossowski veröffentlichte zahlreiche Aufsätze und Artikel zur Kinder- und Jugendliteratur, zu Kinder- und Jugendbuchverlagen und zu Buchpreisen und Juryarbeit, z. B. im Lexikon Kinder- und Jugendliteratur oder in den Fachzeitschriften Grundschule und Jugend und Literatur.
Neben seiner wissenschaftlichen Arbeit schrieb Ossowski selbst Kinderbücher und gab Bücherreihen für Erstleser heraus. Sein Schwerpunkt lag dabei im Sachbuchbereich. Viele Werke haben auch eine religiöse Thematik.

## Auszeichnungen
- 1992: Bundesverdienstkreuz für die Förderung der Kinder- und Jugendliteratur in der BRD
- 1995: Volkacher Taler

## Werke (Auswahl)

### Monografien
- Das Siegel des Geistes. Katechesen für den Empfang der heiligen Firmung. Regensberg, Münster 1970.
- mit Anke Bültemeier: Die Bibel für Kinder. Nacherzählt. Bitter, Recklinghausen 1985, ISBN 3-7903-0315-1.
- Legenden der Heiligen. Nacherzählt. Bitter, Recklinghausen 1989.

### Als Herausgeber
- mit J. Schölling: Geschichten und Gedichte. Zusätzliche Lesetexte für den Erstunterricht. Aschendorff, Münster 1972.
- Lies mir doch was vor! Minuten-Geschichten zum Vorlesen. dtv, München 1986, ISBN 3-423-70098-X.
- Am warmen Ofen. Geschichten zur Winterzeit. Patmos, Düsseldorf 1988, ISBN 3-491-79298-3.
- Lesen ist wie fliegen. Der Schriftsteller Willi Fährmann. Zum 60. Geburtstag. Arena, Würzburg 1989, ISBN 3-401-01660-1.
- Der Weg ins Unbekannte. Begegnungen mit Heinrich Pleticha. Festschrift zum 70. Geburtstag. Arena, Würzburg 1994.